# Tar (instrument azerbaïdjanais)
Pour les articles homonymes, voir Tar.

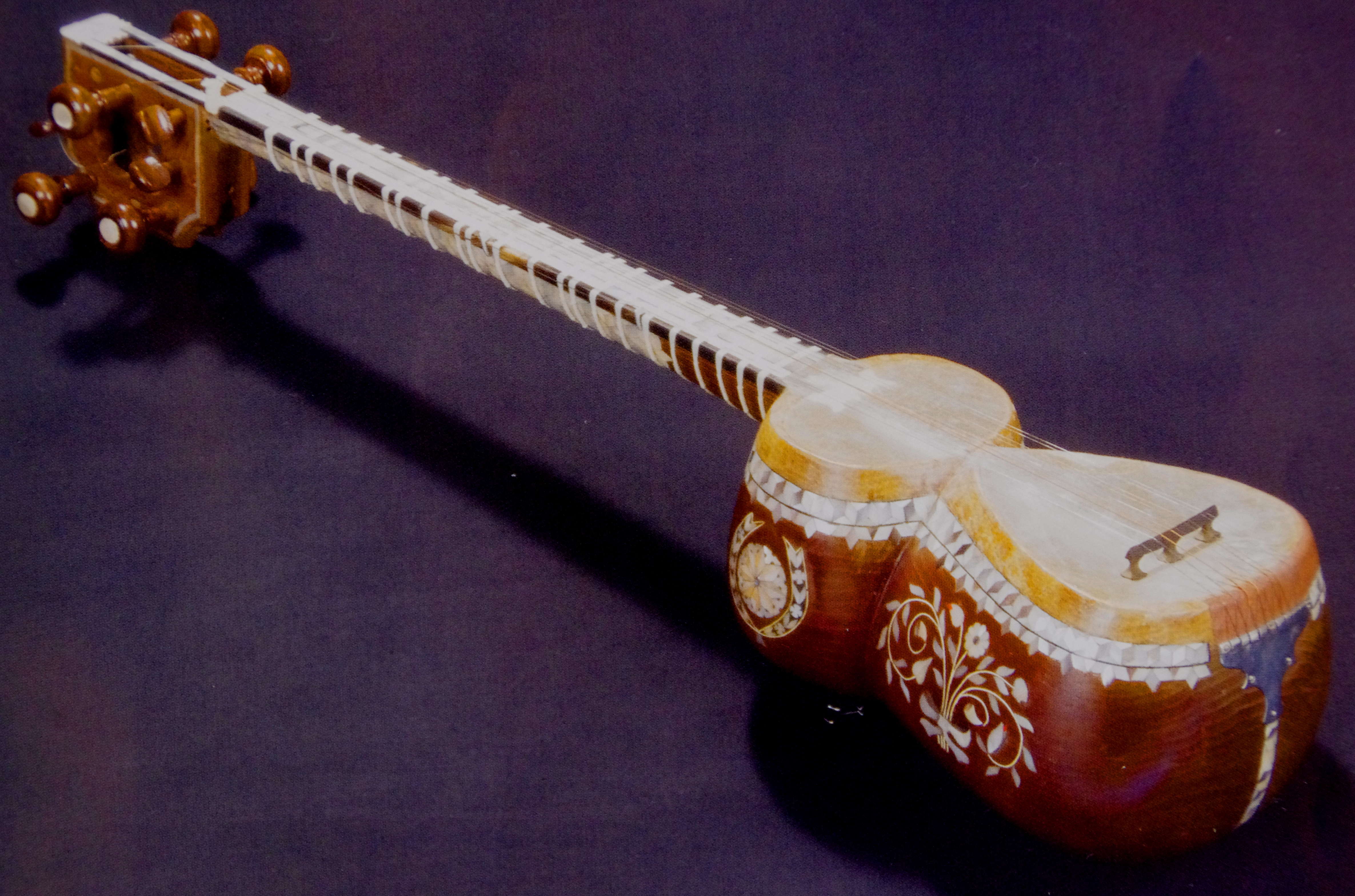
Le tar Iranien

Le tar est un instrument iranien utilisé par d'autres peuples du Moyen Orient et de l'Asie Mineure. 
Les compétences liées à cette tradition jouent un rôle important dans la formation de la jeune identité culturelle des Azerbaïdjanais. Le tar est un luth à long manche, traditionnellement fabriqué et joué dans des communautés de la République d'Azerbaïdjan et de la région de l'Azerbaïdjan iranien. Le tar est utilisé seul ou avec d’autres instruments dans de nombreux styles musicaux traditionnels. Il est également considéré comme le principal instrument de musique du pays.
En 2012, l'artisanat et la performance du tar ont été ajoutés à la Liste du patrimoine culturel immatériel de l'humanité de l'UNESCO.

## Histoire

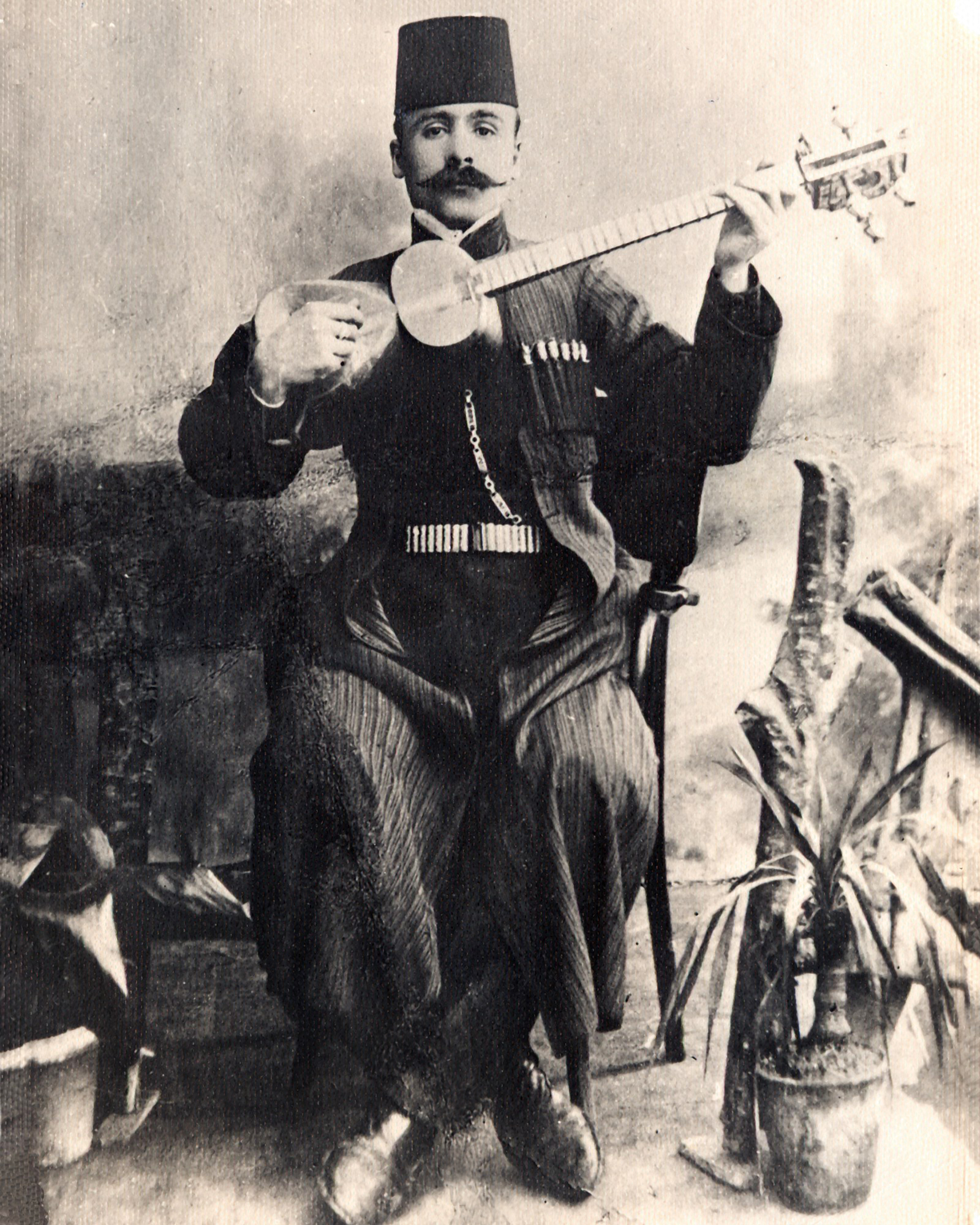
Machadi Djamil Amirov

En Azerbaïdjan, le tar a été rénové au cours de la seconde moitié du XIXe siècle. Un des plus grands musiciens - interprètes sur conteneur Mirza Sadiq Assad (1846-1902) a introduit des modifications dans la structure et la forme traditionnelles du tar, en augmentant le nombre de ses cordes et en les portant à 11. Il a en outre changé le jeu sur le conteneur, en soulevant l'outil avec les genoux de l'artiste interprète ou exécutant sur le sein.
La nouvelle floraison de jouer sur le conteneur[Quoi ?] commence au XXe siècle. Par exemple, le tar a pris la tête du premier orchestre de partitions d'instruments de musique folk, créé en 1931 à l'initiative d'Uzeyir Hadjibeyov et de Muslim Magomayev, les plus grands compositeurs et personnalités azerbaïdjanaises de la première moitié du XXe siècle. Uzeyir Hadjibeyov, école de partitions jouée sur des instruments nationaux, a encore élargi les possibilités techniques et artistiques de l'emballage.
En Azerbaïdjan, la musique a été principalement utilisée comme instrument principal dans le prétendu trio de chanteurs mugham (chanteur), qui comprend également le kamânche et le daf. Le tar, en tant que membre du trio mugham et en solo à ce jour, continue de jouer un rôle crucial dans l'art du mugham traditionnel et populaire en Azerbaïdjan.

## Artisanat
Les fabricants de tar transmettent leurs compétences aux apprentis, souvent au sein de la famille. L’artisanat commence par une sélection minutieuse des matériaux pour l’instrument: bois de mûrier pour le corps, bois de noisette pour le cou et bois de poirier pour les pions de réglage. À l'aide de divers outils, les artisans créent un corps creux en forme de huit, qui est ensuite recouvert du fin péricarde d'un bœuf. Le cou fretté est apposé, des ficelles en métal sont ajoutées et le corps est incrusté de nacre.

## Galerie

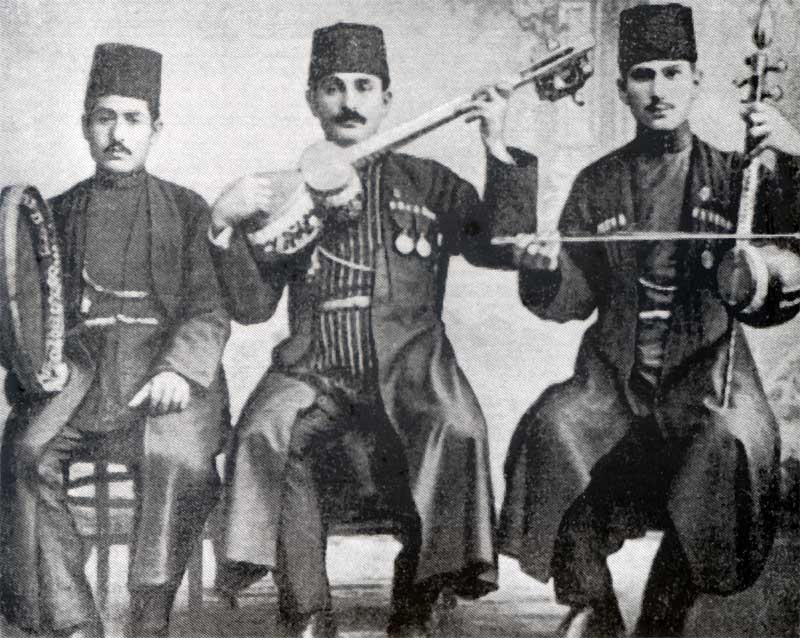
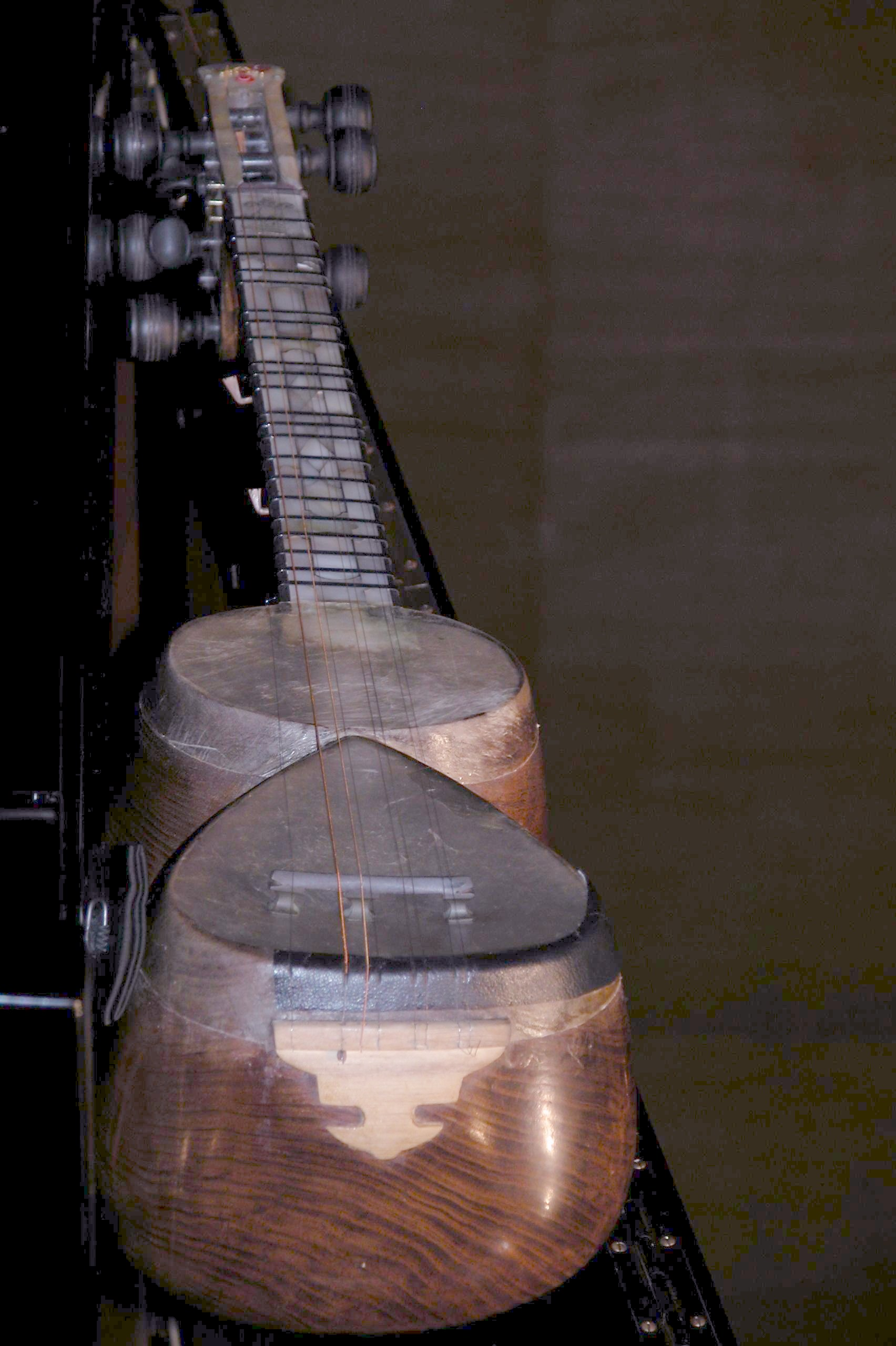
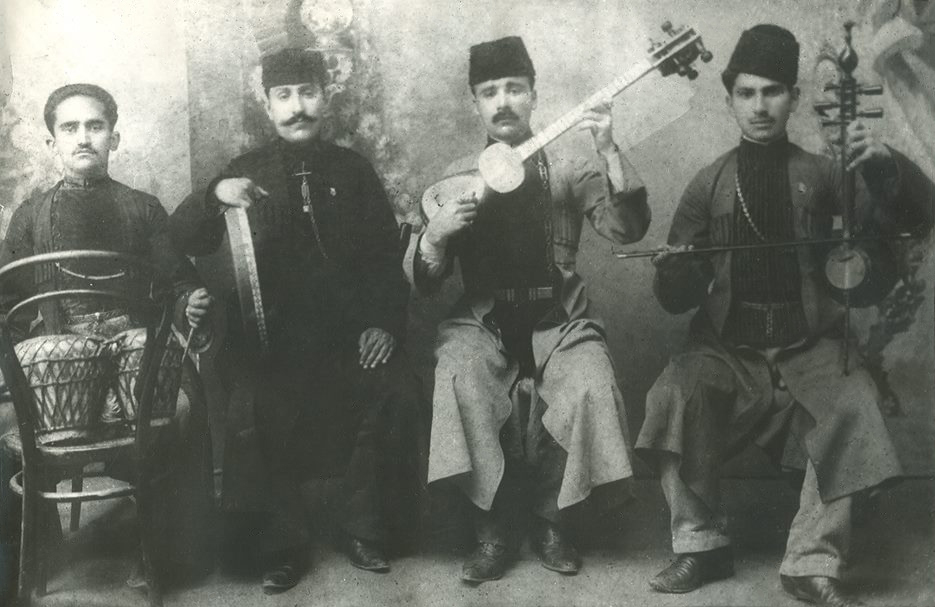
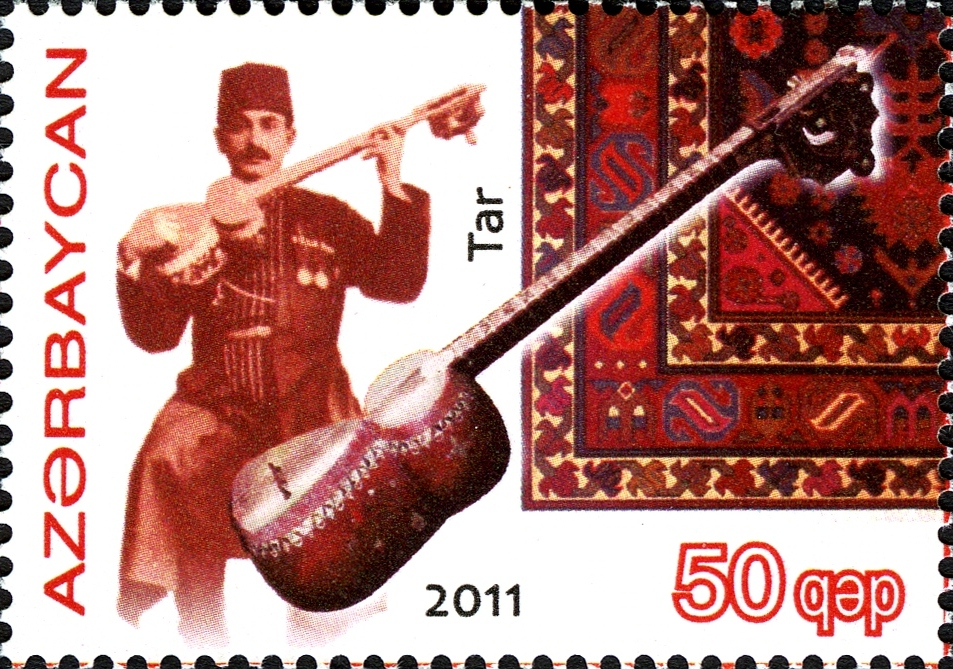
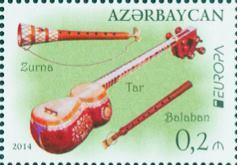
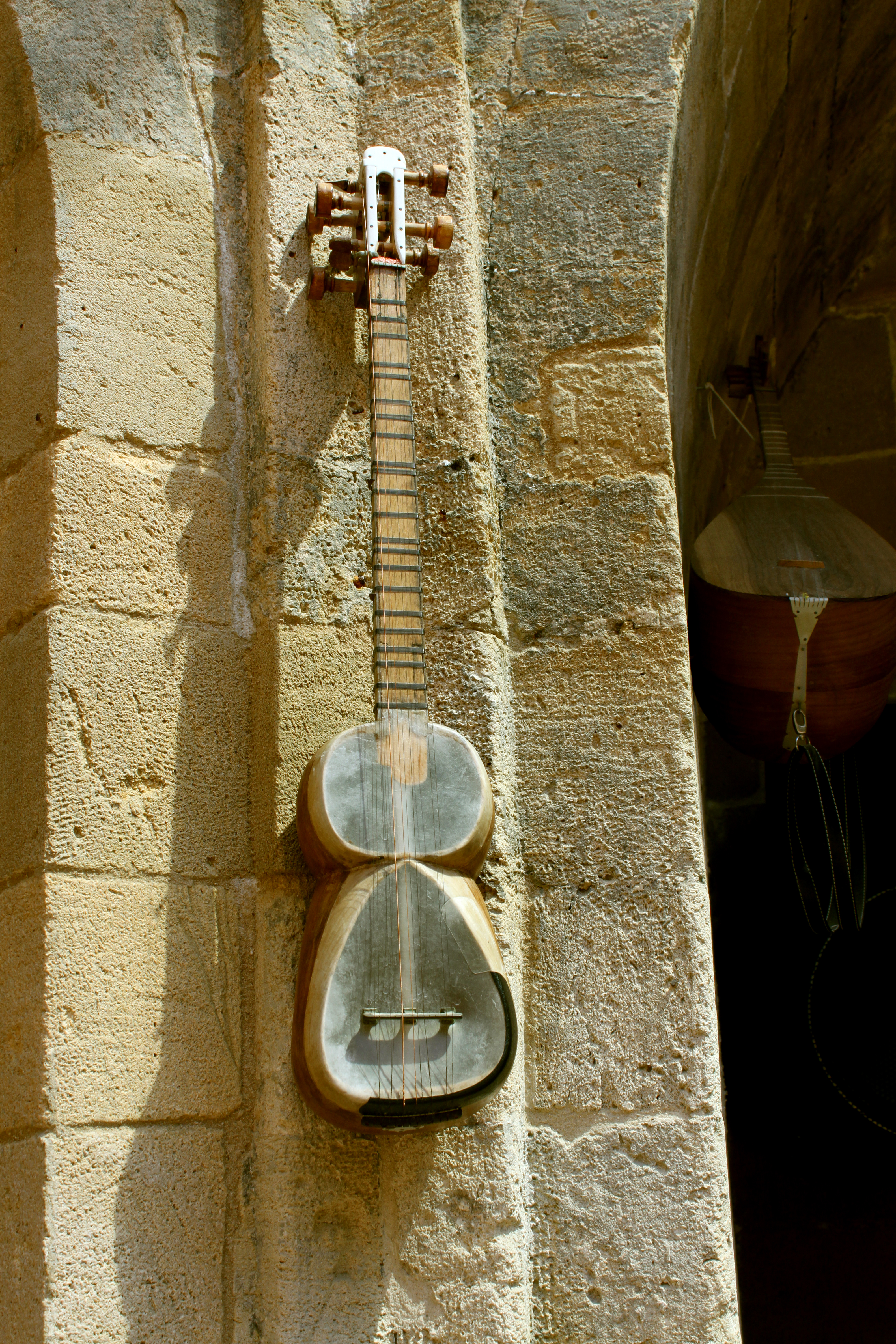